# Theodor Sallmann
Theodor Sallmann (11. května 1823 Rumburk – 24. srpna 1893 Rumburk) byl rakouský a český politik německé národnosti, v 2. polovině 19. století poslanec Českého zemského sněmu, starosta Rumburku.

## Biografie
Profesí byl politikem a měšťanem v Rumburku. Od roku 1872 zastával funkci starosty Rumburku. Zasloužil se o rozvoj města. Byl také předsedou vedení městské nemocnice.
V 70. letech 19. století se zapojil i do zemské politiky. Ve volbách v roce 1878 byl zvolen na Český zemský sněm za městskou kurii (obvod Rumburk). Uvádí se jako člen takzvané německé Ústavní strany (liberální, centralistická formace, odmítající autonomistické aspirace neněmeckých národností, později Německá pokroková strana). Poslanecký mandát obhájil ve volbách v roce 1883 a volbách v roce 1889. Na sněmu vystupoval jako svědomitý a aktivní poslanec. Ještě krátce před smrtí se navzdory onemocnění účastnil sněmovní práce.
Zemřel v srpnu 1893 po delší nemoci.